# Bagnoregio
Bagnoregio är en ort och kommun i provinsen Viterbo i regionen Lazio i Italien. Kommunen hade 3 597 invånare (2018).